# Бирма на летних Олимпийских играх 1980
Бирма принимала участие в Летних Олимпийских играх 1980 года в Москве (СССР) в восьмой раз за свою историю, но не завоевала ни одной медали.
Лёгкая атлетика, мужчины, марафон, финал — Сое Хин — 2:41:41 (→ 47 место).
Тяжёлая атлетика, мужчины, 90 кг — Минт Сан (не квалифицирован).